# Rubén Darío Gómez (futbolista)
Rubén Darío Gómez (Adrogué, Partido de Almirante Brown, Buenos Aires, Argentina; 7 de marzo de 1961 - 2 de junio de 2018) fue un exfutbolista argentino que se desempeñaba como defensa.

## Trayectoria
Se desempeñaba como defensa y jugó para clubes como Lanús (donde inició su carrera profesional), Atlanta, Boca Juniors, Unión de Santa Fe, River Plate, Argentinos Juniors, Atlético Rafaela, Arsenal de Sarandí y Douglas Haig, este último en el cual se retiró.
Con Atlanta consiguió el ascenso a la Primera División de Argentina en 1983.
En 1986 formó parte del plantel de River Plate que se proclamó campeón de la Copa Libertadores y de la Copa Intercontinental, también fue campeón de la Primera División de Argentina en la temporada 1990-91.

## Clubes
| Equipo             | País      | Año         |
| ------------------ | --------- | ----------- |
| Lanús              | Argentina | 1982        |
| Atlanta            | Argentina | 1983 - 1984 |
| Boca Juniors       | Argentina | 1985 - 1986 |
| Unión de Santa Fe  | Argentina | 1985 - 1986 |
| River Plate        | Argentina | 1986 - 1988 |
| Argentinos Juniors | Argentina | 1988 - 1990 |
| River Plate        | Argentina | 1990 - 1991 |
| Argentinos Juniors | Argentina | 1991        |
| Lanús              | Argentina | 1991 - 1993 |
| Atlético Rafaela   | Argentina | 1993 - 1994 |
| Arsenal            | Argentina | 1994 - 1995 |
| Douglas Haig       | Argentina | 1995 - 1999 |

## Palmarés

### Campeonatos nacionales
| Título           | Equipo      | País      | Año  |
| ---------------- | ----------- | --------- | ---- |
| Primera División | River Plate | Argentina | 1991 |

### Campeonatos internacionales
| Título                | Equipo      | Sede         | Año  |
| --------------------- | ----------- | ------------ | ---- |
| Copa Libertadores     | River Plate | Buenos Aires | 1986 |
| Copa Intercontinental | River Plate | Tokio        | 1986 |
| Copa Interamericana   | River Plate | Buenos Aires | 1987 |